# Страна теней (фильм)
«Страна́ тене́й» или «Царство теней» (англ. Shadowlands) — кинофильм режиссёра Ричарда Аттенборо, вышедший на экраны в 1993 году. Экранизация пьесы Уильяма Николсона, основанной на реальных событиях.

## Сюжет
Действие разворачивается в Оксфорде в начале 1950-х годов. Главный герой фильма — Клайв Стейплз Льюис (Энтони Хопкинс), профессор колледжа Магдалены Оксфордского университета и автор серии книг для детей «Хроники Нарнии», а также многочисленных популярных работ о христианстве. Фильм повествует об истории трагической любви Льюиса и разведённой американки Джой Дэвидмен Грешам (Дебра Уингер) и их короткой супружеской жизни, прерванной её смертью от рака.

## В ролях
- Энтони Хопкинс — К. С. «Джек» Льюис
- Дебра Уингер — Джой Дэвидмен
- Эдвард Хардуик — Уоррен «Уорни» Льюис
- Джозеф Маццелло — Дуглас Грешем
- Джеймс Фрейн — Питер Уистлер
- Джулиан Феллоуз — Дезмонд Ардинг
- Майкл Дэнисон  — Гарри Хэррингтон
- Джон Вуд — Кристофер Райли
- Питер Ферт — доктор Крэйг
- Тим МакМуллан — Ник Фаррелл
- Роберт Флеминг — Клод Бёрд

## Награды и номинации
- 1993 — премия Национального совета кинокритиков США за лучшую мужскую роль (Энтони Хопкинс), а также номинация в категории «лучший фильм».
- 1994 — две номинации на премию Оскар: за лучший адаптированный сценарий (Уильям Николсон) и за лучшую женскую роль (Дебра Уингер)
- 1994 — две премии BAFTA: за лучший британский фильм (Ричард Аттенборо, Брайан Истмен) и за лучшую мужскую роль (Энтони Хопкинс). Кроме того лента была номинирована ещё в четырёх категориях: за лучший фильм (Ричард Аттенборо, Брайан Истмен), режиссуру (Ричард Аттенборо), лучшую женскую роль (Дебра Уингер), лучший адаптированный сценарий (Уильям Николсон).